# Белобрагин, Борис Андреевич
Борис Андреевич Белобрагин (род. 27 июня 1948, Щербаков, Ярославская область, РСФСР, СССР) — советский и российский инженер-конструктор, заместитель генерального директора и главный конструктор Научно-производственного объединения «Сплав» имени А.Н. Ганичева. Герой Труда Российской Федерации (2022).

## Биография
Родился 27 июня 1948 года в Щербакове Ярославской области.
В 1973 году окончил Тульский политехнический институт, после чего поступил на работу в Тульский государственный научно-исследовательский институт точного машиностроения министерства машиностроения СССР, преобразованный в дальнейшем в Научно-производственное объединение «Сплав» имени А.Н. Ганичева. Начав простым инженером, за годы работы на предприятии прошёл путь до поста заместителя генерального директора — главного конструктора, который занимает в настоящее время.
Имеет учёную степень доктора технических наук, является автором более 130 научных работ и изобретений. Член-корреспондент Российской академии ракетных и артиллерийских наук. Под руководством Белобрагина и при его непосредственном участии было выполнено несколько десятков научно-исследовательских и опытно-конструкторских работ, разработаны и внедрены принципы и методология проектирования, экспериментальных испытаний и серийного производства новых образцов вооружения.
Участвовал в создании реактивных систем залпового огня «Ураган» и «Смерч», внёс вклад в разработку боеприпасов нового поколения, повысивших эффективность боевого применения РСЗО. Также вёл опытно-конструкторские работы по созданию системы «Торнадо», которая в 2017 году была применена в Сирии, а в 2019 году поступила в войска. Кроме того, Белобрагин участвовал в выпуске тяжёлых огнемётных систем «Солнцепёк» и «Тосочка», корабельных РСЗО, систем дистанционного минирования «Земледелие». В 2022 году ряд образцов оружия, разработанного Белобрагиным, были применены во время российского вторжения на территорию Украины. В том же году удостоен звания «Герой Труда Российской Федерации».

## Награды
- Звание «Герой Труда Российской Федерации» (2022 год) — за особые трудовые заслуги перед государством, большой вклад в укрепление обороноспособности и безопасности страны[14].
- Государственная премия СССР (1983 год)[2], Государственная премия Российской Федерации (1997 год)[3], премия имени Н. А. Макаровца (2021 год)[15].
- Орден «За заслуги перед Отечеством» III степени (2018 год)[16], IV степени (2005 год)[3], Почёта[16].
- Медаль «300 лет Российскому флоту» (1996 год), «За укрепление боевого содружества» (2005 год), «За укрепление государственной системы защиты информации» II степени (2013 год), имени В. В. Бахирева (2006 год)[3].
- Почётное звание «Заслуженный конструктор Российской Федерации» (2000 год), «Почетный работник отрасли боеприпасов и спецхимии» (2004 год)[2].
- Медаль «За выдающиеся достижения в создании оборонной техники» (2018 год)[17].
- Знак Почёта Союза научных и инженерных общественных объединений Тульской области (2012 год)[18].